# 袁佐
袁佐（1454年—？），字國佐，湖廣安陸州京山縣人，軍籍，明朝政治人物。

## 生平
成化二十二年丙午科湖廣鄉試第三名舉人。成化二十三年（1487年）中式丁未科會試第二百十八名，三甲第一百八十一名進士。授内鄉知縣，弘治九年（1496年）六月都察院理刑，十年八月实授福建道監察御史，丁憂服闋，十七年十二月復除廣西道，尋除陕西按察司佥事。

## 家族
曾祖袁旻，遇例冠帶；祖父袁仕顯；父袁冕，母聞氏。具庆下。弟袁佑。